# Luceria jowettorum
Luceria jowettorum är en fjärilsart som beskrevs av Holloway 1982. Luceria jowettorum ingår i släktet Luceria och familjen nattflyn. Inga underarter finns listade i Catalogue of Life.